# Poppelfotsläpare
Poppelfotsläpare (Nycteola asiatica) är en fjärilsart som beskrevs av Krulikovski 1904. Poppelfotsläpare ingår i släktet Nycteola och familjen trågspinnare. Arten förekommer tillfälligt i Sverige, men reproducerar sig inte. Inga underarter finns listade i Catalogue of Life.

## Bildgalleri

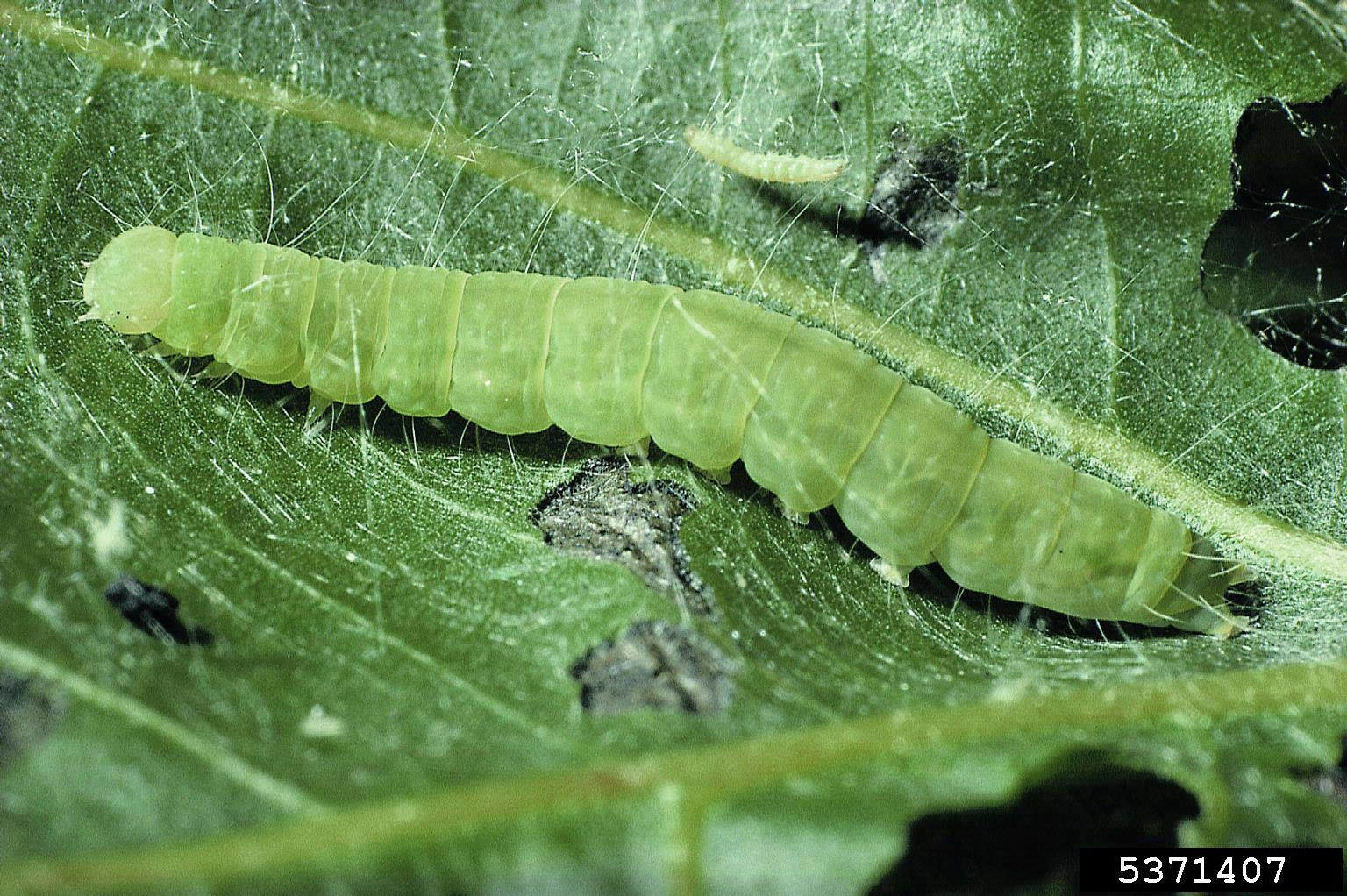
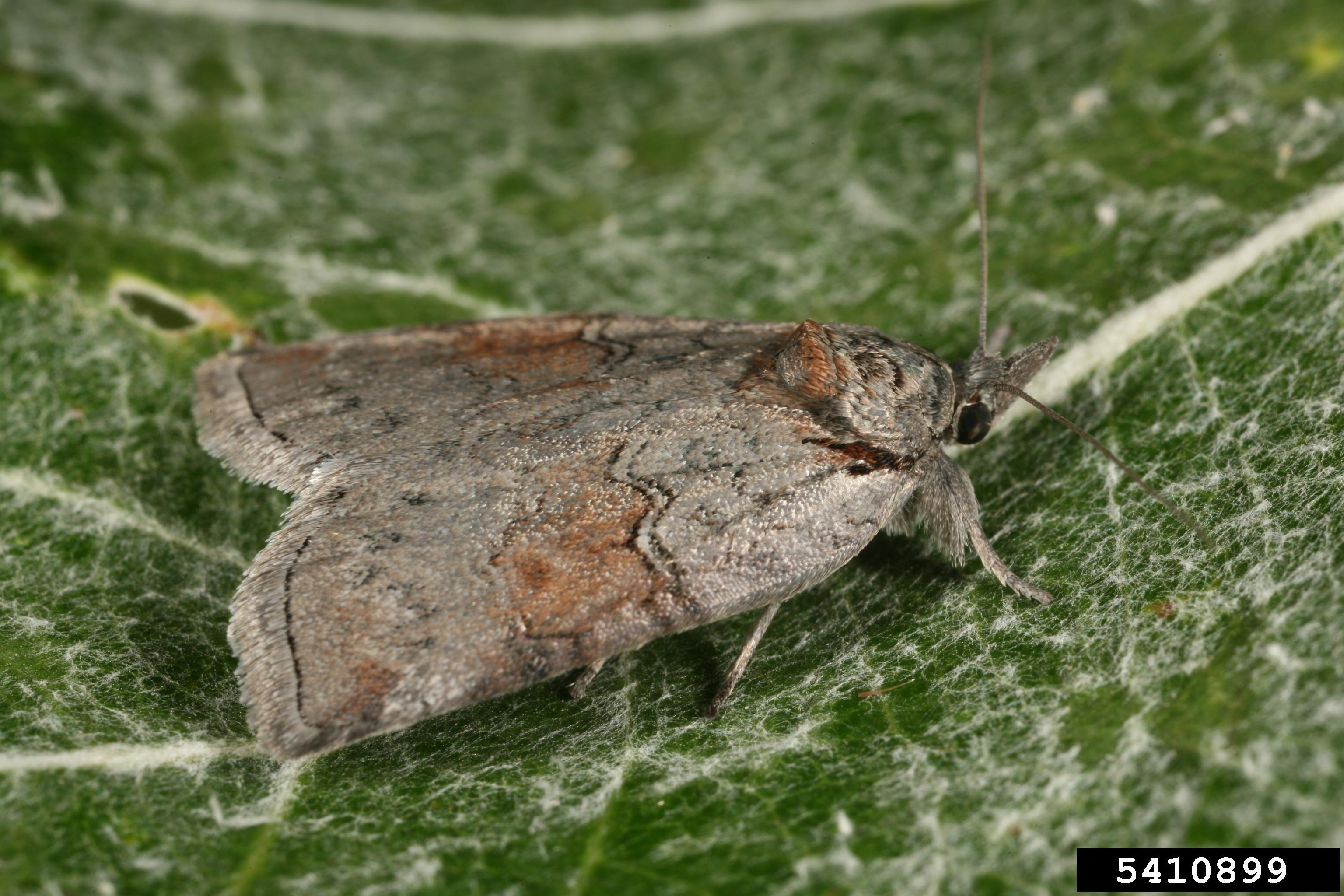